# 살람 표준
살람 표준 (Salam Standard)은 무슬림에게 우호적인 호텔들의 정보를 제공하는 국제적인 호텔 분류법이다. 호텔은 충족된 기준들에 따라 금은동과 플래티넘의 등급에 분류된다. Salam Standard는 말레이시아 문화 관광부와 Islamic Tourism Centre에 의해서 인정되었고 지원되고 있으며, 2017년에 Organization for Islamic Cooperation(OIC)에서 주최한 COMCEC 회의에서 발표 되었다.
2017년엔 55,000개 이상의 호텔들이 공인되었다. Salam Standard는 말레이시아에 본부를 두고있는 Tripfez Travel이라는 회사에서 운영되고 있다.

## 목표
살람 표준은 무슬림교 여행자들을 위해 질의 기준과 투명도를 증가시키는데 목표를 두고 있다.

## 역사
살람 표준은 2015년 10월에 Faeez Fadhlillah와 Jürgen Gallistl에 의해 설립되었다. 2017년 4월에 3단계 분류법에서 현재의 4단계 분류법으로 변경됐다.

## 분류법

### 동
- 호텔방의 100%가 샤워시설과 화장실, 혹은 목욕시설과 화장실이 갖춰져 있다.

- 무슬림들을 위한 예배용 깔개가 방에 있거나 요청될 수 있다.

- 무슬림들을 위한 기도를 하는 방향(Qibla)이 방에 표시되 있거나, 요청될 수 있다.

### 은
- 호텔 근방에 Halal음식을 제공하는 식당들의 목록이 방에 배치되어 있거나, 요청될 수 있다.

- 방안의 미니바에 알코올 음료가 없다 (가능할 경우 요청에 따라 없앨 수 있다)

### 금
- 반 증명된 음식Halal을 제공한다 (아침 또는 룸서비스, 혹은 둘다)

### 플래티넘
- 호텔 전체가 알코올 음료가 금지 되어있다